# Mennica w Cieszynie
Mennica w Cieszynie – mennica Księstwa Cieszyńskiego-Oświęcimskiego działająca w Cieszynie, w której:
- bito halerze (MONETA TESNENSIS),
- Kazimierz II bił w latach 1503–1504 halerze,
- Wacław III Adam (1540–1579) bił:
  - krajcary,
  - talary,
  - na wzór polski (za co cesarz Maksymilian II nakazał zamknięcie mennicy):
    - halerze (orzeł śląski, W),
    - trzeciaki (orzeł śląski, BENEDICTIO DOI DIVI FA, tarcza z T i napis jak na awersie),
    - półgrosze (orzeł śląski, WENCESLAVS DEI G DVX T, korona MAX II D G RO IMP),
    - grosze (popiersie w prawo, WENCES DG IN SL DVX TESCHIN, orzeł śląski, BENEDI DOMI DIVITE FACI 1559),
    - trojaki (popiersie w prawo, WENCESL DG IN SL DVX TESCHIN, III BENEDICTO DOI DIVITES FACI 1559),
    - czworaki (popiersie w lewo, WENCESLAVS DG DVX TESSINENSI, ukoronowane dwie tarcze herbowe, niżej IIII DOMINI DIVITES FACI),
- Adam Wacław (1579–1617) bił:
  - halerze,
  - trzeciaki,
  - 2 krajcary,
  - 3 krajcary, między innymi wzorowane na polskich (popiersie w prawo, ADA W D G DVX TES & M GLO, orzeł śląski 15-97, MON NOV ARG TRIVM CRVCIFERORVM III),
  - trojaki typu polskiego (popiersie w prawo, ADA W DG TESSI Et MAI GLO, III, 159Z, orzeł śląski, GROS ARG TRIP DVCIS TESSINENSIS),
  - półtalarowe klipy,
  - talary,
- Fryderyk Wilhelm (1617–1625) bił:
  - groszyki,
  - 3 krajcary,
  - 12 krajcarów,
  - 24 krajcary,
  - talary,
  - trojaki typu polskiego (popiersie w prawo, FRI W D G I S T E M G D, III, 16 – orzeł śląski – 24, GROS TRIP DVC TESSINE),
- Elżbieta Lukrecja (1625–1653) biła:
  - obole (masowo przemycane do Rzeczypospolitej m.in. przez żydowskich fałszerzy),
  - groszyki,
  - krajcary,
  - 3 krajcary,
  - talary,
- Ferdynand IV (1653–1655) bił:
  - obole,
  - groszyki,
  - 3 krajcary.